# Страшимир Кринчев
Страшимир Кринчев е български писател, литературен и театрален критик.

## Биография
Страшимир Димитров Кринчев е роден на 15 август 1884 г. в Ямбол. Произхождащ от семейството на опълченец – участник в боевете на Шипка. В 5 (9) клас е изключен завинаги за ученически бунт в Ямболската гимназия, работи като продавач в магазин, коректор на вестник, в медните мини в Бургас, в книжарницата на Георги Бакалов във Варна (1901). През 1904 г. се установява в София. През 1907 г. посещава за няколко месеца Египет. После сътрудничи активно на сп. „Работнишко дело“, „Съвременник“, „Демократически преглед“, в. „Гражданин“ и др. Работи в Дирекция на статистиката (1908) и в БТА (1909). Мобилизиран през 1912 г., участва като редник в Балканската война, а след това и в Междусъюзническата, където проявява героизъм. Ранен е тежко в сражението край село Ораново, Горноджумайско. Умира от раните си в Дупница на 15 юли 1913 г.

## Творчество
Автор на разкази, пътеписи, рецензии за театрални постановки. Пътеписите му са в националната традиция на Иван Вазов и Алеко Константинов – „Сред Рила“ (1908), „В страната на палмите“ (1910) – за Египет. Разказите му („Черният щърк“, „Смъртта на ранобудника и др.) са характерни с реалистичното изображение и вярното познаване на животинския свят. Сред театралните му рецензии се откроява тази за пиесата на Чехов „Вишнева градина“. Автор на отзиви за драмите на К. Христов, А. Страшимиров и др. Посмъртно излизат „Съчинения“. т. І. (1938). „Избрани произведения“ на писателя се появяват през 1968 г.

## Публикации

### Проза
- „В страната на палмите“ – ИК „Знание“ (1910)
- „Сред Рила“ – ИК Хемус (1926)
- „Черният щъркел“ – Български разкази за животни. Антология, ИК Отечество (1984)
- „Избрани произведения. Пътеписи. Разкази. Критика“ – ИК Български писател (1968)
- „Пътуване из Родопите“ – Проглед: списание за литература, изкуство и култура (2004)

### Публицистика
- „Българският писател“ – сп. „Листопад“, г. 1, кн. 7, (1913)